# Шагсаван-Канді (дегестан)
Шагсаван-Канді (перс. شاهسونکندی) — дегестан в Ірані, в Центральному бахші, в шагрестані Саве остану Марказі. За даними перепису 2006 року, його населення становило 1537 осіб, які проживали у складі 556 сімей.

## Населені пункти
До складу дегестану входять такі населені пункти:
- Азізабад
- Акбарабад-е Нівешт
- Алі-Ґолі
- Арджруд
- Ашіянак
- Банд-е Накін
- Варак-Бар-е Софла
- Гаканіє
- Дег-е Ака
- Джамшідабад
- Емамзаде-Хурак
- Есмаїлабад
- Єке-Баг-е Софла
- Заманабад
- Інтегрований агрикультурний комплекс Дашт-Луїн
- Йолдашабад
- Калье-є Акдарре
- Карлук
- Кейтаніє
- Кіяджік
- Нівешт
- Ношве
- Паланґабад
- Разін
- Самавак
- Сефіабад
- Сулаб
- Сусан-Накін
- Чегель-Ґазі
- Ченар
- Шагсаван-Канді-є Олія
- Шагсаван-Канді-є Софла